# Roemeria
Roemeria es un género de plantas con flores perteneciente a la familia  Papaveraceae. Comprende 19 especies descritas y de estas, solo 2 aceptadas.

## Taxonomía

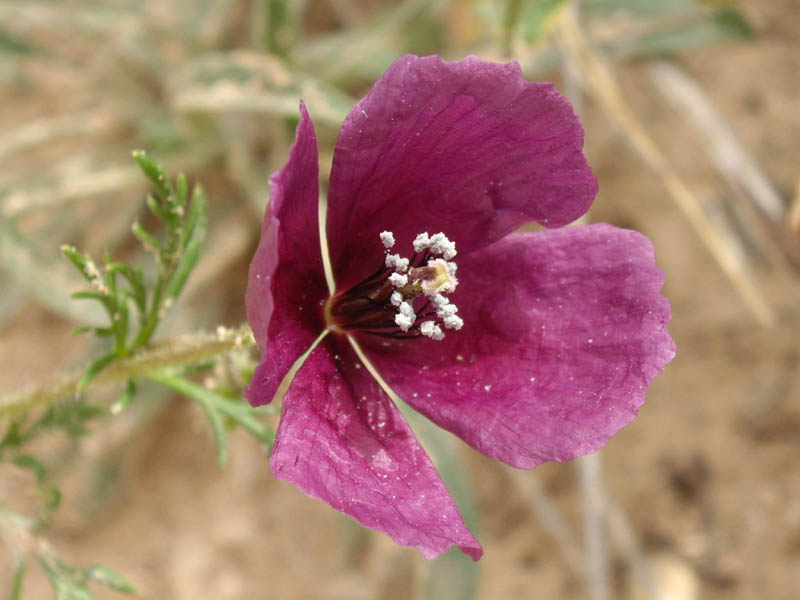
Roemeria hybrida

El género  fue descrito por Friedrich Kasimir Medikus y publicado en Annalen der Botanick. ed. Usteri 1(3): 15. 1792. La especie tipo es: Roemeria violacea (Juss.) Medik. 
Etimología
Roemeria: nombre genérico otorgado en honor del botánico suizo Johann Jakob Roemer.

## Especies
- Roemeria hybrida (L.) DC.
- Roemeria refracta DC.